# Euxoa nordica
Euxoa nordica là một loài bướm đêm trong họ Noctuidae.